# Barranco del Moro
El barranco del Moro es un pequeño arroyo situado en el término municipal de Almonaster la Real (Huelva, España). Este pequeño barranco se encuentra muy próximo a la carretera comarcal HU-7100 y a la aldea de Gil Márquez.

## Descripción
El barranco del Moro nace en los alrededores de Gil Márquez, cerca de la estación próxima a la aldea (perteneciente a la línea del ferrocarril Huelva-Zafra) y también cerca de la carretera que comunica Gil Márquez con Cortegana y Las Veredas. Tras recibir al arroyo la Lisa, se une con el arroyo de Acebuche, formando la rivera de Olivargas, que viene a desembocar a la rivera de Almonaster. Cuando se une con la rivera de Acebuche forma una pequeña poza. Se encuentra a una altitud aproximada de 400 metros. Su caudal es relativamente pequeño y, en los últimos años, es frecuente que se seque en verano. En invierno sufre una fuerte crecida que impide cruzarlo.

## Afluentes
El barranco del Moro tiene un único afluente: el arroyo la Lisa. El arroyo la Lisa proviene de las montañas cercanas al Puente de las Tres Fuentes, que discurre entre los cerros de El Mosquito y Tres Fuentes y que se une al Moro poco antes de la desembocadura de este. Al desembocar, recibe las aguas del arroyo de Acebuche, que proviene de los alrededores de la aldea de Acebuche, y forma la rivera de Olivargas. Esta nueva rivera se une a la rivera de Almonaster, y desemboca en el río Odiel.

## Flora y fauna
Destaca el matorral mediterráneo (zarzas, jaras, adelfas, etc.), encinas, alcornoques, chopos, etc. Junto a la ribera viven algunas especies de aves como el cárabo y la garza. También se encuentran culebras y otras especies de anfibios y reptiles.

## Alrededores
- Gil Márquez
- Puente de las Tres Fuentes
- Balneario de El Manzano
- Las Veredas